# Якимская война
Якимская война (англ. Yakima War), также известная как Война на Плато (англ. Plateau War ) — вооружённый конфликт между Соединёнными Штатами и индейскими племенами, происходивший на Северо-Западе США. Война началась из-за условий договора в Уолла-Уолла, заключённого в 1855 году, согласно которому якама и другие племена должны были быть переселены в индейскую резервацию и объединены в единый народ. Некоторые вожди племён считали, что представители, подписавшие договор, не имели полномочий уступать общинные земли и не обсудили этот вопрос с ними. Прежде чем договор был ратифицирован, воины якама напали на американских старателей из-за того, что двое из них изнасиловали их соплеменницу.
Когда американская армия прибыла в регион, то якама объединились с валла-валла, юматилла, кайюсами и другими соседними племенами. В сентябре 1858 года якама и их союзники потерпели поражение в сражении с американцами и были вынуждены согласиться переселиться в резервацию. В следующем году договор в Уолла-Уолла был ратифицирован и большая часть индейских земель в Вашингтоне стала открыта для заселения евроамериканцами.

### Статьи
- Bischoff, William Nobert. The Yakima Indian War, 1855-1856: A Problem in Research (англ.) // The Pacific Northwest Quarterly. — Seattle: University of Washington Press, 1950. — Vol. 41, iss. 2. — P. 162—169. — ISSN 0030-8803.